# 테라 패트릭
테라 패트릭(Tera Patrick, 1976년 7월 25일 ~ )은 미국의 포르노 배우, 모델이다.

## 생애
테라 패트릭이란 이름은 예명이며, 본명은 린다 안 홉킨스(Linda Ann Hopkins)이다. 그녀는 샌프란시스코 근교에서 자랐다. 그녀 어머니는 태국인이고, 아버지는 아일랜드계와 네덜란드계의 영국인이다. 패트릭이 10살 때, 어머니는 집을 나갔다.그녀는 속 편한 히피였던 아버지 데이비드 홉킨스(David Hopkins)와 함께 살았었다. 그녀는 바비종 모델 학교에서 2년간 주간 수업을 받고서 14세에 일본의 모델 소속사에 고용되어 도쿄로 이동한다. 패트릭은 도쿄에 머물었던 2년 동안, 디아제팜과 알코올에 중독되었고, 쇼핑에 돈을 흥청망청 소비했다. 아버지인 데이비드는 그녀가 성적으로도 문란함을 알자, 패트릭이 아직 미성년자임을 지적하며 일본의 소속사에 항의했다. 이 사건으로 그녀는 미국으로 돌아왔는데, 이 때 나이는 16세였다. 그녀는 이후 성인업계에서 활동했다.

## 경력
2008년, 패트릭은 성인산업에서 은퇴했다. 그러나 자신이 운영하는 웹사이트와 소속사를 계속 유지하고 다른 사업을 진행했다.